# Simulium ludingens
Simulium ludingens är en tvåvingeart som beskrevs av Chen, Zhang och Huang 2005. Simulium ludingens ingår i släktet Simulium och familjen knott. Inga underarter finns listade i Catalogue of Life.